# 추스 람프레아베
추스 람프레아베(Chus Lampreave, 1930년 12월 11일 ~ 2016년 4월 4일)는 스페인의 배우이다.

## 출연 작품
- 로비토 (2013)
- 아티스트 앤 모델  (2012)
- 브로큰 임브레이스 (2009)
- 산타렐라 패밀리 (2008)
- 귀향 (2006)
- 그녀에게 (2002)
- 불량 경찰 : 부정부패 소탕 작전 (1998)
- 비밀의 꽃 (1995)
- 푸른 철모 (1994)
- 아름다운 시절 (1992)
- 처녀 길들이기 (1989)
- 신경쇠약 직전의 여자 (1988)
- 마타도르 (1986)
- 금지된 사랑에 관한 트레일러 (1985)
- 내가 뭘 잘못 했길래 (1984)
- 나쁜 버릇 (1983)
- 집행자 (1963)